# 沙特莱广场

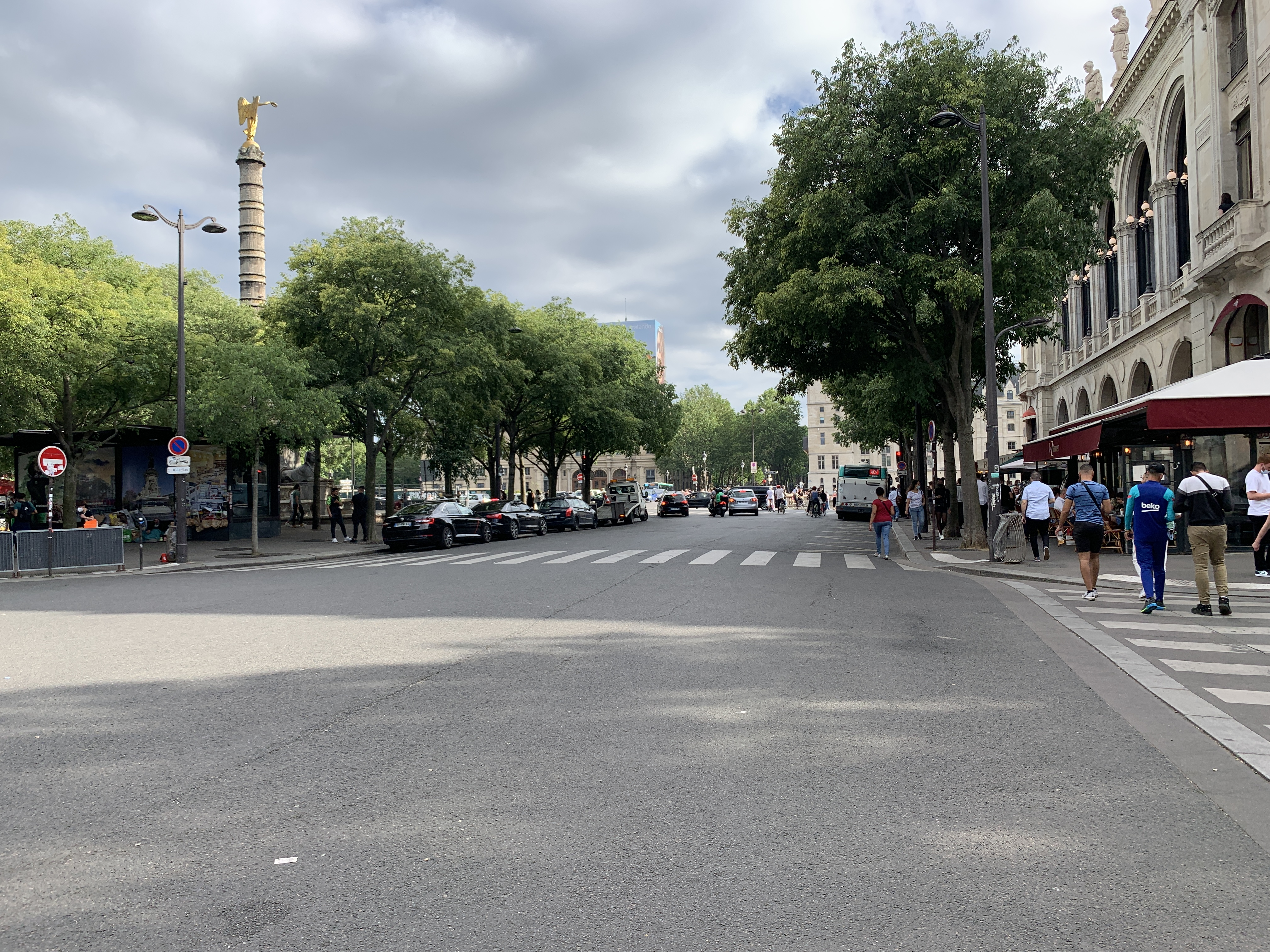
沙特萊廣場（2021年6月）

沙特莱广场（法語：Place du Châtelet，法語發音：[plas dy ʃɑtlɛ]）是位於法國首都巴黎塞納河右岸的一個廣場，位于通往西岱岛的兑换桥北首，也是巴黎第一区和第四区的分界線，靠近巴黎司法宮和巴黎古监狱。現在沙特莱廣場也是巴黎著名的旅遊景點之一。
“沙特莱”这个名字指的是城堡，即大沙特莱（Grand Châtelet），守卫着兑换桥的北端，包括巴黎市长办公室和一些监狱，直到1802年至1810年拆除。